# الخريبة (دوعن)

تعديل مصدري - تعديل

الخريبة هي إحدى قرى عزلة صيف بمديرية دوعن التابعة لمحافظة حضرموت، بلغ تعداد سكانها 764 نسمة حسب تعداد اليمن لعام 2004.